# Julianus Kemo Sunarko

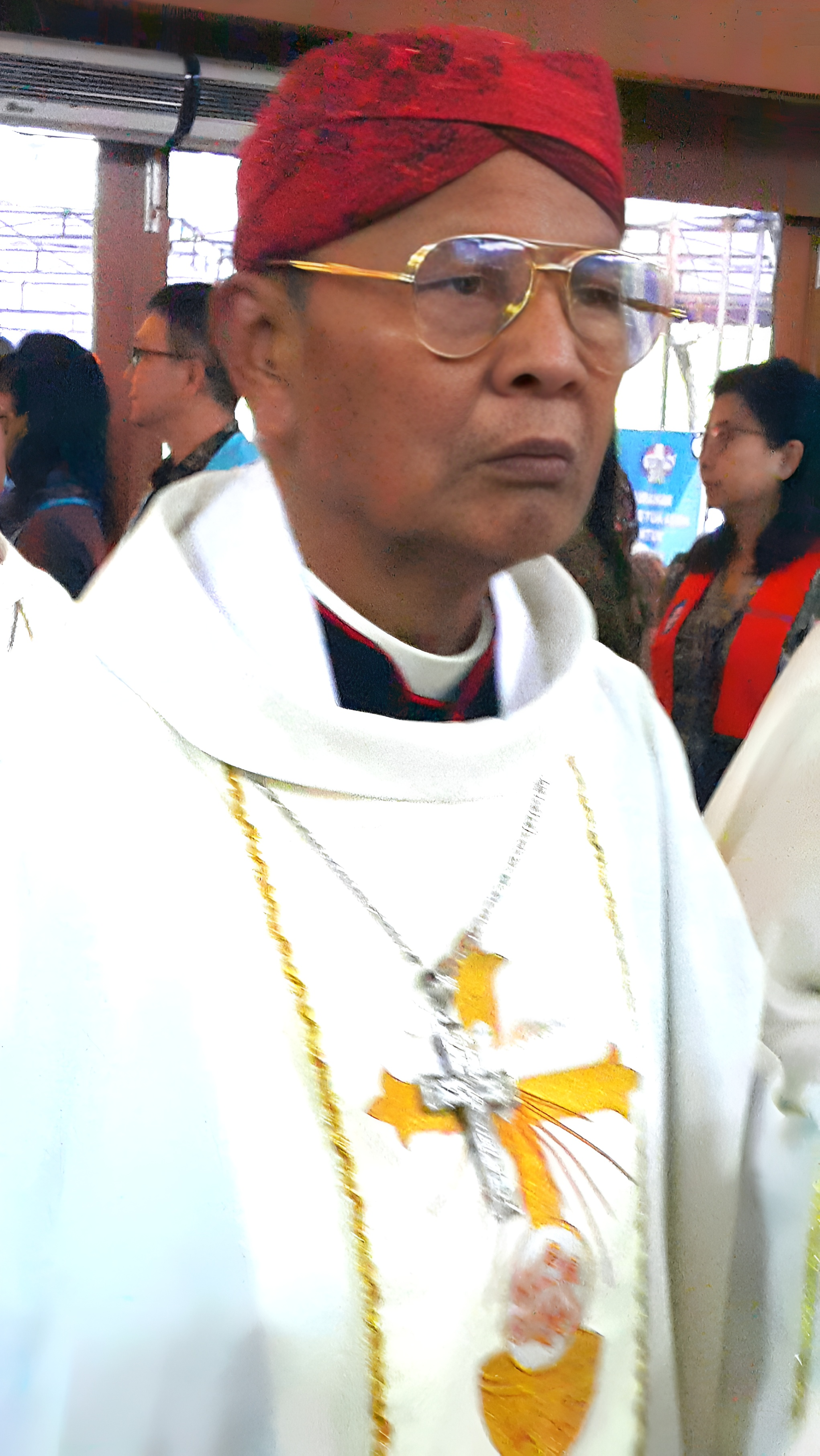
Julianus Kemo Sunarko, 2017

Julianus Kemo Sunarko, SJ (* 25. Dezember 1941 in Minggir; † 26. Juni 2020 in Semarang) war ein indonesischer Geistlicher und römisch-katholischer Bischof von Purwokerto.

## Leben
Julianus Kemo Sunarko trat der Ordensgemeinschaft der Jesuiten bei, studierte Philosophie und Theologie in den Niederlanden und empfing am 3. Dezember 1975 die Priesterweihe durch Justinus Kardinal Darmojuwono, Erzbischof von Semarang. Er war unter anderem Schatzmeister der Erzdiözese Semarang und der indonesischen Jesuitenprovinz.
Papst Johannes Paul II. ernannte ihn am 10. Mai 2000 zum Bischof von Purwokerto. Die Bischofsweihe spendete ihm der Erzbischof von Jakarta, Julius Riyadi Kardinal Darmaatmadja SJ, am 8. September desselben Jahres; Mitkonsekratoren waren Alexander Soetandio Djajasiswaja, Bischof von Bandung, und Ignatius Suharyo Hardjoatmodjo, Erzbischof von Semarang.
Papst Franziskus nahm am 29. Dezember 2016 seinen altersbedingten Rücktritt an. Er war bis zuletzt in der Seelsorge tätig. 